# Bathyporeia pelagica
Bathyporeia pelagica är en kräftdjursart som beskrevs av Charles Spence Bate 1857. Bathyporeia pelagica ingår i släktet Bathyporeia och familjen Pontoporeiidae. Arten är reproducerande i Sverige. Inga underarter finns listade i Catalogue of Life.